# MaximumHappy I
MaximumHappy I — одиннадцатый студийный альбом группы Тараканы!, издан в 2013 году. «MaximumHappy I» — первая часть двойного альбома, вторая часть под названием MaximumHappy II увидела свет в начале сентября 2013 года.

## Об альбоме
MaximumHappy I первый альбом группы, записанный и спродюсированный в Европе, и первый, записанный путём краудфандинга.
Альбом был записан на студии «Rock Or Die» в Дюссельдорфе в декабре 2012 года. Средства на запись альбома были собраны поклонниками группы на портале Planeta.ru.

## Список композиций
1. Миру — мир (2:29)
2. Мешки с костями (2:42)
3. Бог и полиция (feat. Anti-Flag) (2:52)
4. 5 слов (feat. Лусинэ Геворкян) (4:05)
5. Плохие танцоры (feat. Rodrigo Gonzalez) (3:36)
6. Мусор (3:31)
7. Шоу с переодеваниями (2:35)
8. Без страха и упрёка (3:38)
9. Пусть говорят (2:42)
10. Schlechte Tanzer (feat. Rod of Die Arzte) (3:36)

## Видеоклипы
- «Мешки с костями» (реж. Александр «Базука» Соломахин) — премьера клипа состоялась 18 февраля 2013 года на портале Lenta.ru[4]
- «5 слов» (реж. Александр «Базука» Соломахин) — появился 15 апреля 2013 на Youtube.

## Участники записи
- Дмитрий Спирин — вокал
- Сергей Прокофьев — барабаны, бэк-вокал
- Николай Стравинский — гитара, бэк-вокал
- Василий Лопатин — гитара, бэк-вокал
- Александр Пронин — бас-гитара, бэк-вокал

### Приглашённые музыканты
- Крис «Крис #2» Баркер (Anti-Flag) — вокал в песне «Бог и полиция»[5]
- Лусинэ «Лу» Геворкян (Louna) — вокал в песне «5 слов»